# L'Amour sans le faire
L'Amour sans le faire est le 10e roman de l'écrivain français Serge Joncour, publié fin août 2012 chez Flammarion.
Il fait partie de la rentrée littéraire 2012 et obtient, en janvier 2013, le prix littéraire des Hebdos en Région.

## Trame du roman
Franck quitte la ville pour retourner vers son passé, sa campagne natale (dans le Lot), pour un séjour chez ses parents, 10 ans après en être parti. Il y retrouve sa belle-sœur, Louise, femme de son frère décédé, qui vient de s'y rendre elle aussi, et son enfant, Alexandre, qui y habite.

## Points du roman

### Un retour aux sources
- Vers la campagne : Franck et Louise[7], chacun de leur côté, décident de quitter la ville pour retourner à la ferme des parents de Franck[8], où habite l'enfant de Louise, Alexandre[9].
- Vers le passé[10] : pour Franck, ce retour au passé après sa rupture révèle un conflit de génération avec son père. L'auteur dit à ce propos : « Le fils qui devait reprendre la ferme étant décédé, c'est à lui, Franck, de la reprendre. Mais Franck est sorti du schéma familial, il est parti de la ferme. Sauf que lorsque l'on sort du schéma familial, cela relève de la trahison affective, sociale et historique[11] ».
- Vers la famille[10] : Franck retrouve donc ses parents, sa belle-sœur et son neveu, et tout est à réinventer entre les protagonistes[12].

François Busnel va jusqu'à écrire, à la sortie du livre, dans son article de L'Express que ce livre est « un formidable roman des origines. »

### Le silence et les non-dits
- Après le décès du frère de Franck dix ans auparavant[14].
- Entre Franck et son père : les deux hommes sont dans l'incapacité de communiquer[15], après le départ de Franck, de ne pas vouloir reprendre l'activité de la ferme[16], pour travailler en ville[17].
- Les différents protagonistes ont du mal à verbaliser[18], à partager leurs émotions et leurs sentiments[19].

À la sortie du livre, Hubert Prolongeau écrit dans son article du Magazine Littéraire que « C'est un livre de petits riens, de non-dits (…) » et Christine Ferniot, dans sa critique Télérama, que « L'Amour sans le faire est un roman sur la pudeur des sentiments, le bon vieux jeu de l'amour et du hasard. »

### Les Alexandre
- Alexandre, le neveu de Franck, prend une place essentielle dans le livre. La présence de cet enfant, fils de Louise, à la ferme familiale, permet d'apaiser les dissensions des protagonistes[22].
- Alexandre était aussi le prénom du frère décédé de Franck, le mari de Louise : entre eux deux plane ce grand absent[23], mais cela leur sera pourtant bénéfique[24].

## Thèmes du roman récurrents dans son œuvre

### La campagne
- La campagne était déjà le cadre de son premier roman, Vu (2003), roman lauréat du Prix France Télévisions.
- Dans son roman Bol d'Air (2011)[25], où, comme le titre y fait référence, un homme retournait aussi à la campagne, passer un séjour chez ses parents agriculteurs[26].

### Difficultés à communiquer
Le problème manifeste des protagonistes du roman à communiquer, dire, partager, se retrouve dans d'autres ouvrages de Serge Joncour.
- Dans de nombreuses nouvelles de Combien de fois je t'aime (2008), où le titre évoquait déjà l'« amour », et le recueil soulignait les obstacles pour le dire, le montrer.
- Bol d'air (2011) relatait aussi ce fossé entre un fils et son père, durant son séjour chez ses parents à la campagne, après plusieurs années.
- Quant au roman L'Idole (2004), le protagoniste est dépassé par la notoriété soudaine et incompréhensible qui lui tombe dessus. En ce sens, communiquer lui devient problématique.

Pour Serge Joncour, à la sortie de L'Amour sans le faire : 

« Comme il le résume lui-même, le point commun entre la plupart de ses livres est “un personnage qui n'est pas complètement à sa place, qui est sur le fil”. »

## Adaptation
- Revenir, film français de Jessica Palud, 2019

## Éditions
- Flammarion, août 2012  (ISBN 2081249146)
- Réédition poche, coll. « J'ai lu », n° 10406, août 2013  (ISBN 9782290072264)